# برندون ویلیامز
برندون پل برایان ویلیامز (انگلیسی: Brandon Williams؛ زادهٔ ۳ سپتامبر ۲۰۰۰)یک بازیکن فوتبال حرفه ای انگلیسی است که در منچستریونایتد بازی می‌کند.وی هم اکنون به صورت قرضی برای باشگاه ایپسویچ تاون به عنوان مدافع کناری بازی می‌کند. اگرچه او عمدتاً در پست دفاع چپ بازی می‌کند، اما از او به عنوان مدافع راست نیز استفاده می‌شود.
وی همچنین در تیم ملی فوتبال زیر ۲۰ سال انگلستان بازی کرده‌است.

## عملکرد باشگاهی
ویلیامز برای بازی در لیگ قهرمانان اروپا برابر پاری سن ژرمن در مارس ۲۰۱۹ در ترکیب اعزامی منچستریونایتد قرار گرفت. (جالب است که بدانید او برای خراب کردن یک دروازه خالی از منچستر به صورت قرضی جداشد و به نوریچ سیتی رفت)اما او چند وقتی می‌شود که به منچستر برگشته است. اما در تیم مسابقه نامگذاری نشده بود. او اولین بازی تیم اول خود را در تاریخ ۲۵ سپتامبر ۲۰۱۹ به عنوان جایگزین در بازی EFL Cup مقابل راچدیل انجام داد. وی اولین بازی خود را در ترکیب اصلی در تاریخ ۳ اکتبر ۲۰۱۹ در بازی‌های لیگ اروپا مقابل آز آلکمار انجام داد.
ویلیامز در ۱۷ اکتبر ۲۰۱۹ قرارداد طولانی مدت جدیدی امضا کرد و او را تا ژوئن ۲۰۲۲ در این باشگاه نگه داشت. او اولین بازی در لیگ برتر فوتبال انگلستانرا در تاریخ ۲۰ اکتبر ۲۰۱۹ در برابر لیورپول در اولدترافورد به عنوان جایگزین انجام داد. در شرایطی که اشلی یانگ محروم بود و لوک شاو مصدوم شد، ویلیامز در تاریخ ۱۰ نوامبر ۲۰۱۹ برابر با برایتون و هو آلبیون نخستین حضور در ترکیب اصلی را در لیگ برتر به دست آورد، تا دقیقه ۹۰ در زمین بود و سپس با مارکوس روخو در وقت‌های تلف‌شده تعویض شد. در این بازی از سوی هواداران باشگاه به عنوان بهترین بازیکن زمین انتخاب‌شد.
در ۲۴ نوامبر، ویلیامز اولین گل خود را برای منچستریونایتد در تساوی ۳–۳ با شفیلد یونایتد به ثمر رساند.

## عملکرد بین‌المللی
در تاریخ ۳۰ اوت ۲۰۱۹، ویلیامز پیش از بازی‌های مقابل هلند و سوئیس، اولین فراخوان خود در رقابت‌های زیر ۲۰ سال انگلیس را دریافت کرد. او اولین بازی خود را در جریان تساوی ۰–۰ با هلند در استادیوم شهر شروزبری در ۵ سپتامبر ۲۰۱۹ انجام داد.